# Nicky Chinn
Nicky Chinn (Londra, 16 maggio 1945) è un produttore discografico e cantautore inglese.
Insieme a Mike Chapman ha prodotto molti singoli di successo nel Regno Unito negli anni settanta; inoltre il duo, sempre nello stesso periodo, ha scritto singoli per musicisti come Suzi Quatro, Mud (gruppo musicale), Sweet, The Arrows, Racey e Smokie.

## Biografia e carriera
Chinn è nato in un'influente famiglia di origini ebraiche di Londra che controllava una serie di stazioni di servizio. Inizialmente lavorò nelle stazioni di servizio della famiglia e scese nel campo musicale solamente quando ebbe circa venticinque anni. Il suo talento come scrittore di canzoni pop tuttavia fu così evidente che in meno di due mesi scrisse le musiche per il film M'è caduta una ragazza nel piatto, insieme a Mike d'Abo.
Fu a questo punto che Chinn si unì con l'australiano Chapman, che era un cameriere al ristorante che Chinn frequentava. A differenza di Chinn, Chapman era già un musicista professionista con il gruppo Tangerine Peel, e i due si unirono presto alla RAK Records e cominciarono a scrivere canzoni per un nuovo gruppo glam rock, Sweet.
Le canzoni scritte da Chinn e Chapman ebbero un tale successo in Europa, in particolare nel Regno Unito, e in Australia che gli Sweet ebbero una serie di successi ininterrotta negli anni seguenti, come ad esempio Little Willy, Wig-Wam Bam, Hell Raiser, Teenage Rampage e soprattutto Block Buster! e The Ballroom Blitz.
In seguito gli Sweet cominciarono a scrivere da soli i testi per le loro canzoni poiché cambiarono stile musicale, ma Chinn e Chapman continuarono ad avere successo scrivendo canzoni per Suzi Quatro, come per esempio Can the Can, 48 Crash, Daytona Demon e Devil Gate Drive, e inoltre furono produttori dei primi tre album della cantante: Suzi Quatro (Can the Can in Australia), Quatro e Your Mama Won't Like Me. Continuarono a scrivere i testi delle canzoni per Quatro per tutto il decennio, sebbene segnarono meno successi. Il duo passò a scrivere testi per il gruppo Mud nel biennio 1974-1975, per gli Smokie tra il 1975 e il 1978.
Tuttavia, con l'avvento del punk rock, il duo perse moltissimo del suo successo poiché si incentrava sul glam rock, e per lo più Chapman si mise da solo a produrre gli album e le canzoni del gruppo Blondie. tra cui il celebre album Parallel Lines, e ciò segnò la fine del duo, anche se avvenne gradualmente durante i primi anni ottanta, e Chinn non continuò per molto nell'industria musicale.